# Крюэзиу, Мирлинд
Мирлинд Крюэзиу (алб. Mirlind Kryeziu; род. 26 января 1997, Цюрих, Швейцария) — косовский футболист, центральный защитник швейцарского клуба «Цюрих» и национальной сборной Косово. Ранее, будучи уроженцем Швейцарии, выступал за молодёжные сборные Швейцарии.

## Клубная карьера
В возрасте 7 лет Крюэзиу начал заниматься футболом в клубе «Цюрих». 20 сентября 2014 года он дебютировал за команду «Цюриха» до 21 года в гостевом матче против команды «Брайтенрайна», выйдя на замену на 88-й минуте вместо Фабияна Маркая.
6 июля 2015 года Крюэзиу перешёл в клуб швейцарской Челлендж-лиги «Биль-Бьенн» на правах аренды сроком на один сезон. 5 декабря 2015 года он дебютировал за команду в выездном матче против «Винтертура», проигранном со счетом 0:1, выйдя на поле в стартовом составе.
13 февраля 2017 года Крюэзиу дебютировал за «Цюрих» в домашнем ничейном (1:1) матче с «Ксамаксом», выйдя в стартовом составе команды. Спустя два месяца он подписал свой первый профессиональный контракт с «Цюрихом», выступавшим тогда в Челлендж-лиге, рассчитанный на четыре года.
16 февраля 2021 года Крюэзиу на правах аренды перешёл в клуб Челлендж-лиги «Кринс» сроком на один сезон.

## Карьера в сборной
В начале апреля 2013 года Крюэзиу был вызван в сборную Албании до 15 лет на сборы в Швейцарии. С 16 апреля 2013 года по 28 марта 2017 года он выступал за юношеские сборные Швейцарии за различные возрастные категории: до 16, 17, 18, 19 и 20 лет. За все эти команды он суммарно провёл 29 матчей и забил один гол. 9 ноября 2018 года Крюэзиу был вызван в сборную Косово для участия в матчах Лиги наций УЕФА 2018/2019 против Мальты и Азербайджана. В этих матчах он на поле так и не вышел, оставаясь на скамейке запасных. 2 сентября 2021 года Крюэзиу дебютировал за сборную Косово в отборочном матче Чемпионата мира 2022 в матче против Грузии, выйдя на замену на его последних минутах вместо Валёна Бериши.

## Личная жизнь
Крюэзиу родился в Цюрихе (Швейцария), в семье косовских албанцев из Млекани, деревни недалеко от Малишево. У него есть косовский и швейцарский паспорта.